# Aleksandr Subbotin
Aleksandr Michajłowicz Subbotin (ros. Алекса́ндр Миха́йлович Суббо́тин, (ur. 28 sierpnia 1924 w Meszera, Gubernia włodzimierska - zm. 22 marca 2010 w Moskwie) – radziecki dziennikarz.

## Życiorys
Od 1944 należał do WKP(b), od 1946 był funkcjonariuszem Komsomołu, 1951 został redaktorem gazety "Moskowskij Komsomolec". W 1957 ukończył Moskiewski Obwodowy Instytut Pedagogiczny, 1958 został redaktorem gazety "Moskowskaja Prawda", a 1963 redaktorem naczelnym gazety Trud, 1980-1986 był sekretarzem Wszechzwiązkowej Centralnej Rady Związków Zawodowych. W 1986 został redaktorem naczelnym pisma Problemy Pokoju i Socjalizmu w Pradze, od 25 lutego 1986 do 2 lipca 1990 był członkiem Centralnej Komisji Rewizyjnej KPZR. Ukończył też Wyższą Szkołę Partyjną przy KC KPZR (Высшая партийная школа при ЦК КПСС). Pochowany na Cmentarzu Dońskim w Moskwie. 

## Odznaczenia
- Order Rewolucji Październikowej
- Order Przyjaźni Narodów
- Order Czerwonego Sztandaru Pracy (trzykrotnie)
- Order „Znak Honoru”

I wiele medali.